# Agrilus makiharaiellus
Agrilus makiharaiellus es una especie de insecto del género Agrilus, familia Buprestidae, orden Coleoptera.
Fue descrita científicamente por Ohmomo, 2006.